# Kvantemekanikkens historie
Dette er en delvis historisk beskrivelse af kvantefysikkens eller kvantemekanikkens opdagelse og udvikling. Delvis fordi der er utallige mennesker, der har bidraget til kvantefysikkens udvikling og stadig gør det. Mange flere end man med rimelighed kan redegøre for. Derfor er her fokuseret på de fysikere der er blevet mest berømte og på deres teorier.

## Historie
Kvantefysik kan bedst beskrives i matematikkens sprog. Kvanteteori er matematisk i sin natur; ofte med lidet intuitivt klassisk fysisk indhold. Det skyldes at kvanteteorien oftest handler om en mikroskopisk verden som mennesket ikke har nogen direkte erfaring med, i modsætning til den klassiske fysik som vi for det meste kan iagttage uden hjælpemidler.
Abstrakt matematik har per definition intet modelleret indhold, "ting"/matematiske objekter - er kun hvad man kan gøre med dem matematisk. Man skal derfor ikke tro, at der er noget at forstå, det er en meget almindelig fejltagelse. Det er nøjagtigt som at spille skak, man skal lære trækkene, der er intet at forstå i den sammenhæng. At man så skal øve meget for at blive god til at spille skak er en anden sag.
Ofte fremkommer spørgsmålet, hvordan man udleder eller beviser fysikkens ligninger/love. I mange (de fleste?) tilfælde er det ikke muligt, og mange er gættet af deres opfindere. Det betyder, at alle af fysikkens ligninger/love/teorier med meget stor sikkerhed ikke er eviggyldige, men ikke desto mindre er banebrydende videnskabelige værktøjer, som også har en vigtig funktion under formidling af fysik. I øvrigt kan det bemærkes at teorier ikke kan bevises; men kun modbevises. Fordi et eller flere forsøg viser at teorien virker er det ikke bevist, at det ikke er muligt at finde en situation hvor den ikke virker. Det omvendte er derimod tilfældet. Finder man et eksperiment der viser at teorien er forkert så er teorien død. Det bringer i erindring Sokrates udsagn, at han kun vidste at han intet vidste.
Når matematik anvendes på fysikken, håber man på at fysikken har den samme struktur som de matematiske udtryk, hvilket i forbløffende omfang synes at være tilfældet.
Kort introduktion til den særlige matematik
Det er praktisk med en meget kort og simplificeret introduktion til den specielle matematik der bruges inden for kvanteteorien i denne artikel, set med en fysikers øjne. Der anvendes generelt abstrakte komplekse vektorer til at beskrive kvantetilstande. Abstrakte vektorer eksisterer i et vektorrum og er løseligt defineret ved, at det er noget der kan adderes og ganges med en konstant og derved vedbliver med at være vektorer - og ved at der findes en nulvektor. Dette gælder for funktionsklasser, polynomier og operatorer og meget andet. Fx er differentiable funktioner abstrakte vektor, fordi adderes to differentiable funktioner, får man stadig en differentiabel funktion, og man kan gange med en konstant og de vedbliver at være differentiable. Nulfunktionen er naturligvis differentiabel, da den er konstant.
Definerer man tillige et indre produkt, kan de abstrakte vektorer siges at danne et Hilbertrum. Det indre produkt af to komplekse funktioner er defineret som:
{\displaystyle \int _{a}^{b}dzf(z)^{*}g(z)}
For søjle- og rækkevektorer er det produktet af en rækkevektor med en søjlevektor. Der skelnes ofte ikke mellem funktioner og abstrakte vektorer; funktioner kan repræsenteres ved en abstrakt vektor med uendelig mange elementer (indgange).
En abstrakt vektor skrives i dirac-notation ("bra-ket-notation") som en ket {\displaystyle |\Psi \rangle } og dens konjugerede transponerede skrives som en bra {\displaystyle |\Psi \rangle ^{\dagger }=\langle \Psi |}. Notationen er i familie med notationen for middelværdier <x>.
I en vektorrepræsentation er ket-vektoren en søjlevektor og bra-vektoren en rækkevektor med komplekst konjugerede fx
{\displaystyle \left({\begin{array}{cccc}a\\b\\c\end{array}}\right)^{\dagger }=(a^{*},b^{*},c^{*})}

## Opdagelse af kvanter
Den første spæde begyndelse var, da Max Planck ville finde en formel for den termiske stråling fra et sort legeme (fysisk simuleret ved et hulrum med et lille hul ud til omverdenen, strålingen fra hullet simulerer et perfekt sort legeme) som funktion af bølgelængden {\displaystyle \lambda } eller frekvensen {\displaystyle \nu } af lyset. Der fandtes på den tid to formler for dette, en der virkede for korte bølgelængder af lyset og en der virkede for lange bølger (Rayleigh-Jeans-formlen B(T) = A f2  k T), men hvis værdi gik mod uendelig for korte bølger. Han publicerede sin strålingslov år 1901, hvor han havde introduceret den antagelse, at lyset blev udsendt i kvantiseret form. Det ville sige, at lyset kun kom i kvanter, der havde energier {\displaystyle E}, der overholdt:
{\displaystyle E=h\nu ={\frac {h}{2\pi }}2\pi \nu =\hbar \omega }
hvor {\displaystyle h} er Plancks konstant, {\displaystyle \nu } er frekvensen, {\displaystyle \omega } er vinkelfrekvensen, og {\displaystyle \hbar } er den reducerede Plancks konstant). Plancks konstant er {\displaystyle 6,63\cdot 10^{-34}} Js. Med denne antagelse for energitilstandene kunne Plancks udlede sin egen strålingslov:
{\displaystyle B_{\lambda }(T)={\frac {2hc^{2}}{\lambda ^{5}}}~{\frac {1}{e^{\frac {hc}{\lambda k_{\mathrm {B} }T}}-1}},}
Rækkeudvikles den til første orden fås den klassiske Rayleigh-Jeans-formel.
Imidlertid var Planck meget imod at foretage denne antagelse, men som han skrev, var han desperat og selv om han var meget konservativ, tvang hans logiske sans ham til det. Planck troede ikke meget på Boltzmanns statistiske beskrivelse af termodynamikken; men havde i sin desperation måttet anvende en lignende metode. Det er værd at notere, at det dengang ikke var bredt accepteret, at atomer eksisterede. Det var kun inden for kemien, at man anså, at der muligvis fandtes atomer. Planck mente, at det kun var udsendelsen af lyset, der var kvantiseret, ikke selve lyset og at det nok kun var et matematisk trick. Det var interessant, at Ludwig Boltzmann allerede i 1877 havde diskuteret den mulighed, at energitilstande kunne være diskrete. Max Planck fik nobelprisen i 1918.
Et kvantum af lys kaldes i dag en foton, ligegyldig hvilken frekvens lyset har. Alt fra radiobølger til gammastråling er altså fotoner.

## Einstein
I 1905 (Einsteins annus mirabilis) udgav Albert Einstein en artikel om den fotoelektriske effekt, som Philipp Lenard opdagede i 1902 og som Heinrich Hertz også havde rapporteret om tidligere, i en anden form. John Henry Poynting havde allerede i 1884 påpeget at lys havde en impuls
I en artikel 1909 viste Einstein ved brug af statistisk mekanik, at lys ikke bare var kvantiseret, men måtte have en impuls (bevægelsesmængde) {\displaystyle p={\frac {h}{\lambda }}=\hbar k}. Senere udgav Einstein flere artikler om kvantisering; i 1910 en artikel om den anormale specifikke varme, der kunne måles ved lave temperaturer, Einstein viste, at eksperimenterne kun kunne forklares ved at antage, at de oscillerende atomer i det faste stof, kun havde visse specifikke energier.
Einstein fik sin Ph.d. (beregning af Avogadros konstant) under Max Plancks vejledning og Planck forstod meget vel Einsteins talent og indså hurtigt, hvor vigtigt Einsteins ide var. Einstein viste desuden i 1905, at atomer eksisterede og gav verden dens mest berømte formel {\displaystyle E=mc^{2}}, energi er lig masse gange kvadratet på lysets hastighed, egentligt skrev han E/m = c2. Einstein havde flere andre bidrag til kvanteteorien (fx i 1916 Einstein-koefficienter, som er koefficienter for sandsynligheden for atomers absorption, stimuleret emission (tænk laser) og emission af lys) samt bidrog til mange kritiske analyser af kvantefysikkens natur. Han fik sin nobelpris for disse arbejder i 1921. Han fik aldrig nogen Nobelpris for sine relativitets teorier.
Planck definerede et nyt sæt af fundamentale konstanter, baseret på Plancks konstant (Planck længde og Planck masse) og han arrangerede den første Solvey konference i Belgien. Den første Solvey Conference 1911 blev siden betragtet som fysikkens vendepunkt i det 20. århundrede. Ernset Solvey skabte det internationale Solvey institut efter denne første succes. Hendrik A. Lorentz var formand for konferencen i 1911, emnet var stråling og kvanta, man diskuterede problemet i, at have to forskellige tilgange til fysikken; den klassiske og kvanteteorien. Til stede var bl.a. Albert Einstein som den næstyngste og Madame Curie (eneste kvinde og Dobbelt nobelprisvinder) og den meget estimerede Henri Poincaré.
I 1917 fremkom Einstein med en artikel i Physikalische Zeitschrift om stimuleret emission, den proces som muliggør lasere og masere. Denne artikel viste, at statistikken for absorption og emission, kun kunne være konsistent med Plancks fordelingslov, hvis emissionen ind i en svingnings modus med n fotoner, kunne blive styrket statistisk, sammenlignet med emissionen af lys ind i en tom modus. Denne artikel havde stor indflydelse på den senere udvikling af kvantemekanik, fordi det var den første gang det blev påvist, at statistikken af atomare overgange havde simple love. Einsteins A og B koefficienter.
I 1935 fremkom en kritik af kvanteteorien, det såkaldte EPR (Einstein Boris Podolsky and Nathan Rosen) tankeeksperiment, som henledte opmærksomheden på sammenfiltrede partiklers egenskaber, som syntes umulige. Det blev hurtigt tilbagevist af Schrödingers og andre.

## Atomets struktur
Ernest Rutherford, som var en stor eksperimentalist, begyndte at interessere sig for radioaktivitet inspireret af Henri Becquerel, Pierre og Marie Curie, og fik i 1908 en Nobelpris i kemi. I 1909 foretog han sammen med Hans Geiger en række eksperimenter med alfapartikler (der er heliumatomkerner), som blev skudt igennem et meget tyndt guldfolie. Til hans overraskelse gik alfapartiklerne ofte lige igennem foliet, uden at blive påvirket eller blev reflekteret, som om foliet mest bestod af vakuum og af nogle meget små tunge partikler spredt i guldfoliet. Han tilsluttede sig Sir J.J. Thomsons atommodel om, at stof bestod af tunge positivt ladede kerner (ca. 7000 gange tungere end elektroner) med elektroner spredt ud omkring. Der var flere andre lignende teorier, ingen af dem havde prediktive aspekter, der kunne testes.

## Bohrs første forklaring
Elektronen blev opdaget i 1897 af Thomson, han opdagede, at katodestråler var elektrisk ladede partikler, og i 1911 påviste Rutherford atomets positive, men lille kerne. I 1913 udgav Niels Bohr en artikel hvori han antog, at elektronerne kredsede omkring kernen i bestemte baner, som de så sprang imellem når atomer absorberede eller udsendte et kvantum af lys. For at få en intuitiv forestilling om atomets indre struktur som Bohr fremstillede det så man kan forstille sig, at hvis en atomkerne er på størrelse med en tennisbold, så kredsede elektronerne nogle hundrede meter fra kernen. Den fysiske radius af brintatomets inderste elektron bane er omkring 0,05 nanometer, hvad der også i dag kaldes en Bohr radius. Bohr antog, at banerne var cirkulære eller ellipser.
Derved kunne Bohr forklare visse lysspektre af fx brint (Balmer-serier). Men for atomer med mange elektroner var den beregning ikke nøjagtig. Det signifikante ved Bohrs teori var, at han kunne beregne elektronernes baner på klassisk vis med undtagelse af, at han ANTOG at deres baner ikke spirallerede ind i kernen, som de skulle ifølge Maxwells ligninger. Han kunne derfor beregne elektronernes baneenergi på klassisk vis og derfor også den energiforskel, der fremkom ved, at en elektron sprang fra en bane til en anden. Han introducerede også sit korrespondanceprincip, som gjorde det muligt for ham at beregne elektronernes baner i detaljer.
Det var totalt imod, hvad der var fysisk acceptabelt på den tid, stik imod Maxwells teori, som forudsagde, at elektronerne skulle kredse i en spiral ind i kernen, i en meget lille brøkdel af et sekund (omkring 16 ps) mens den afgav al sin energi som stråling. Bohr fik Nobelprisen 1922.
Bohrs model kunne forklare og beregne en hel del andre ting som Brints ioniseringsenergi (energien der kræves for helt at frigøre elektronen) og spektre for ioniseret helium, som også kun har en elektron og flere andre. Bohr beregnede brintmolekylets dannelsesvarme. Bohr forudsagde også Hafniums kemiske egenskaber, før det blev fundet - og dette hjalp til at finde dette nye grundstof. Det blev også påvist eksperimentelt, at der faktisk var stationære tilstande i atomet. Omkring 1918 var Bohrs model alment accepteret som den klart bedste teori for atomets opbygning.
Efter sit første forsøg på at forklare elektronernes baner, forsøgte Bohr sig med at frembringe en mere omfattende kvanteteori. Det gik ikke særligt godt. Bohr fremkom dog i 1920 med et korrespondanceprincip, som krævede at klassisk fysik og kvantefysik gav det samme resultat, når systemerne blev makroskopiske. For elektronernes baner, vil de ved høje kvantetal, nærme sig til de klassiske baner med meget lille afstand mellem banernes energi således, at de naturlige forstyrrelser der var i rummet, ville få elektronerne til at spirallere indad som de skulle klassisk. Det var et krav som han siden lagde stor vægt på, for at få en sammenhæng mellem klassisk fysik og kvantefysik.

## Compton
I 1923 blev Comptonspredning opdaget af Arthur Holly Compton, hvilket overbeviste de fleste fysikere om, at lys var fotoner med impuls - og at derved energi og impuls bevares i en kollision mellem en elektron og en foton. Compton fandt formlen for hvorledes en foton kolliderer med en elektron ved teoretiske overvejelser.
{\displaystyle \lambda _{2}-\lambda _{1}={\frac {h}{m_{e}c}}(1-Cos\theta )}
Her er lambda 1 og 2 de to bølgelængder før og efter kollisionen, m e  elektronens masse, c lysets hastighed og theta er refleksions vinklen. Når theta er 180 grader reflekteres fotonen i modsat retning af hvor den kom fra og forskellen i bølgelængderne er størst.
Compton brugte nogle simple relationer for fotonen til at udlede sin formel:
{\displaystyle E=mc^{2}=h\nu } ... hvoraf ...{\displaystyle m={\frac {h\nu }{c^{2}}}}... og... {\displaystyle p=mc={\frac {h\nu }{c}}={\frac {h}{\lambda }}}
Desuden den relativistiske formel for Energi-impuls-masse {\displaystyle E^{2}=(pc)^{2}+(mc^{2})^{2}}.
Han verificerede formlen derefter med forsøg, som senere blev eftervist af andre. Compton fik Nobelprisen 1927.

## Luis de Broglie
I 1924 foreslog Luis de Broglie (7. Hertug af Broglie) House of Broglie bemærk udtalen (/dəˈbrɔɪ/), at al materie har et bølgeaspekt. Han foreslog også i 1925 en pilotbølge forklaring på partiklers opførsel, som dog blev kritiseret voldsomt af Wolfgang Pauli ved et Solvey møde - og derefter glemt, fordi de Broglie kunne ikke forklare teorien ordentligt (teorien blev senere udviklet ved David Bohm). De Broglie fik Nobel prisen i 1929. Bølgerne skulle have bølgelængden {\displaystyle \lambda ={\frac {h}{p}}}, hvor p er partiklens bevægelsesmængde; p = mv (masse gange hastighed). I dag angiver m normalt hvilemassen, som så skal korrigeres for relativistiske fænomener, hvis det er nødvendigt. Bølgelængden af en elektron, der bevæger sig med omkring 106 m/s, er næsten 700 gange kortere end grønt lys' bølgelængde (omkring 550 [nanometer] ) og kan anvendes til mere detaljeret mikroskopi end lys.
Denne teori blev fundamentet for bølgeteorien. Den blev støttet af Einstein og bekræftet af diffraktionsforsøg udført af Davisson og Germer på nikkel-krystaller og generaliseret af Erwin Schrödinger. De Broglie udvidede partikel-bølge dualiteten til at omfatte alle partikler. De Broglie fik Nobelprisen i 1929.

## Werner Heisenberg
I 1925 publicerede Werner Heisenberg fra Gøttingens Universitet sin matrixteori for atomspektre. Hans tanke var, at man ikke skulle prøve at redegøre for noget man ikke kunne observere, og derfor behøvede hans teori kun at beskrive overgangene mellem atomets energitilstande, noget som jo kunne måles/observeres ved at lys blev absorberet eller emitteret i kvanta, der var forskellen i energi mellem to baner som elektronen sprang imellem. Heisenbergs ide betød, at Bohrs elektronbaner, som jo ikke var observerbare, ikke i sig selv skulle indgå i teorien med deres radier og perioder; men kun relationen mellem to baner, som en elektron kunne springe imellem.
Dette var meget velegnet til at registrere i en tabel, hvor indgangene i tabellen var overgangsamplituder. Heisenberg fandt ved at gætte sig frem, baseret på eksperimenter, den regel der skulle anvendes for at få sandsynligheder fra amplituderne i tabellerne.
Heisenberg var taget på ferie og havde givet Max Born, som var Heisenbergs vejleder, sin afhandling til publikation, hvis han syntes den var interessant. Max Born erindrede, at han havde hørt om sådanne kvadratiske tabeller kaldet matricer og om hvordan man ganger dem med hinanden. Noget Heisenberg åbenbart ikke kendte til. Born eksperimenterede med matricerne mens Heisenberg var på ferie - og pludselig som han beskriver i sit Nobel foredrag, stod den mærkelig ligning foran ham:
{\displaystyle qp-pq=i\hbar }
Hvilket kun kunne betyde, at p og q (impuls og koordinat) var symboler, hvis produkt afhang af den rækkefølge de blev ganget i, altså de var ikke matematisk kommutative. Det betød igen, at det ikke var muligt at måle q og p samtidigt vilkårligt nøjagtigt. Måler man den ene meget nøjagtigt, bliver ubestemmeligheden stor for den anden.
I en moderne notation:
{\displaystyle [{\hat {q}},{\hat {p}}]={\hat {p}}{\hat {q}}-{\hat {q}}{\hat {p}}={\frac {ih}{2\pi }}{\hat {I}}=i\hbar {\hat {I}}}
Her er [.,.] kommutatoren, q position, p impuls (konjugate), h Plancks konstant, i er den imaginære enhed i2 = -1 og hbar som normalt anvendes i stedet for h. Ettallet er en enheds operator til at matche at q hat og p hat er operatorer. Udtrykket bevises let idet Impuls operatoren er {\displaystyle {\hat {p}}=-i\hbar \partial _{x}}. Hvis man vil prøve at bevise det, skal man lade operatorerne operere på en passende funktion; således for q; {\displaystyle {\hat {q}}f(q)=qf(q)}.
Max Born fik hjælp af sin elev Pascual Jordan til at verificere, at han havde gættet rigtigt og der opstod et samarbejde mellem Born, Jordan og Heisenberg. Samarbejdet mellem Jordan og Born resulterede i en fælles artikel om de vigtigste principper i kvantemekanikken, inklusiv en udvidelse til elektrodynamikken. Samarbejdet mellem alle tre, resulterede i en artikel om de formelle principper af kvanteteorien. Før denne artikel blev publiceret fremkom Diracs artikel om det samme emne. Inspireret af Heisenbergs arbejde, udarbejdede Dirac selvstændigt lignende resultater, som man havde udarbejdet i Gøttingen bortset fra, at han ikke brugte den kendte matrixteori; men udarbejdede sine egne redskaber, der tilfredsstillede de ikke kommutative symboler. En lidt afvigende forklaring som Dirac giver nedenfor.
Den første ikke trivielle og fysisk vigtige anvendelse af matrixteorien blev udarbejdet kort tid efter af Wolfgang Pauli som beregnede, at de stationære energier af brintatomet, var i overensstemmelse med Bohrs formler. Derefter var der ingen tvivl om korrektheden af Heisenbergs matrixteori.
Hvad teorien egentligt indebar, var imidlertid ikke helt klart og mens man diskuterede dette i Gøttingen, blev Schrödingers berømte artikel publiceret.
En dag i 1925 modtog Born et brev fra C. J. Davisson med nogle mærkelige resultater af elektroners refleksion fra metalliske overflader (nikkel). Born og hans kollega på det eksperimentale fysikområde James Franck, mistænkte med det samme, at disse kurver fra Davisson var krystal-gitter spektre af de Broglies elektronbølger. Born fik en af sine elever Elsasser  til at undersøge sagen. Hans resultat bragte den første bekræftelse af de Broglies ide, hvilket senere blev bekræftet uafhængigt af Davisson og Germer  og G.P. Thomson  ved systematiske eksperimenter.
For en kort tid i begyndelsen af 1926 så det ud som om, der pludseligt var to helt forskellige systemer til at forklare kvantemekanikken. Matrix mekanik og bølge mekanik, men Schrödinger selv demonstrerede snart, at de var ækvivalente.
Bølgeteorien blev ikke forfulgt yderligere i Gøttingen.
Heisenberg er mest kendt for sit ubestemmelighedsudtryk fra 1927, som angiver at jo mere nøjagtig positionen q bestemmes desto unøjagtigere bliver impulsen p bestemt, udtrykt matematisk i standard afvigelser:
{\displaystyle \sigma _{q}\sigma _{p}\geq {\frac {\hbar }{2}}}
Standardafvigelsen er beregnet som sædvanligt, fx {\displaystyle \sigma _{x}={\sqrt {\langle {\hat {x}}^{2}\rangle -{\langle {\hat {x}}\rangle }^{2}}}}, hvor vinkel parenteserne betyder forventede værdier (første ordens momenter) i den almindelige statistiske betydning. Beregnet af Earle Hesse Kennard samme år.
Heisenberg fandt også et udtryk for, hvorledes en differens af to kvantetilstande, udviklede sig i tiden.
Han forfattede senere Københavnerfortolkningen af kvanteteorien, en noget vildledende titel, idet ting blev udtrykt skarpere end Bohr ville have udtrykt det.

## Schrödinger
Inspireret af de Broglie, ville Schrödinger skabe en relativistisk bølgeligning, som beskrev De Broglies bølger. Det første forsøg var en katastrofe. Hans beregninger af atomers spektre, var ikke i overensstemmelse med de eksperimentelle værdier, og han gav op. Den ligning blev senere kendt som Klein-Gordon-ligningen, da den blev genopdaget omkring to år senere.
Årsagen til at Schrödingers første forsøg ikke virkede var, at ligningen ikke inkluderede kvantemekanisk spin, det var på dette tidspunkt ukendt at spin fandtes. Imidlertid frembragte han kort efter en ikke-relativistisk ligning, som havde udmærket overensstemmelse med eksperimentelle værdier. I 1926 publicerede Erwin Schrödinger sin Bølgeligning.
Her er Schrödingers ligning:
{\displaystyle i\hbar {\frac {\partial }{\partial t}}|\Psi (\mathbf {r} ,t)\rangle ={\hat {H}}|\Psi (\mathbf {r} ,t)\rangle }
Man bemærker den imaginære enhed "i" i ligningen. Det græske bogstav Psi i en ket |> repræsenterer tilstandsvektoren (en kompleks funktion) i et abstrakt Hilbert rum, det er ikke en notation Schrödinger brugte.
Den observable er {\displaystyle {\hat {H}}} den Hamiltoniske kvanteoperator; en analog til den klassiske Hamiltonen, idet den beskriver energien.
{\displaystyle {\hat {H}}={\frac {{\vec {p}}^{2}}{2m}}+V({\hat {\mathbf {x} }},t)}.
Impulsoperatoren er vektoren {\displaystyle {\vec {p}}=(i\hbar \partial _{x},i\hbar \partial _{y},i\hbar \partial _{z})}
V er den potentielle energi. Oprindelig var hans ligning muligvis kun ment for en elektron i en bane i et atom; men den gælder mere generelt for energi observable. Se afsnittet matematik.
Schrödinger ligning kan opdeles i en tidsafhængig del og en tidsuafhængig del. Derved bliver
{\displaystyle |\Psi (\mathbf {r} ,t)\rangle =|\Psi (\mathbf {r} )\rangle |\Psi (t)\rangle }
Den tidsuafhængige del er en egenfunktionsligning ofte med diskrete egenværdier Ej og komplekse egenfunktioner, man kan forestille sig (ikke ganske korrekt fordi de fleste baner er ikke lukkede; men precesserer) hvorledes bølger, når de går hele vejen rundt i en elektrons bane, skal passe til banen, så der er et helt antal bølger hele vejen rundt, Der kunne så blive en egenværdi for hvert antal bølgelængder der gik op i en omkreds, sådanne bølger ville være ortogonale funktioner. Skriver man den tidsuafhængige ligning i dens egenfunktioner fås:
{\displaystyle {\hat {H}}|\Psi _{j}(\mathbf {r} )\rangle =E_{j}|\Psi _{j}(\mathbf {r} )\rangle }
Det kan opfattes som et sæt af ligninger med sættet { E  j  } egenværdier. Egenværdierne er i princip måleresultater, selvom det synes at stride lidt mod Heisenbergs ide om, at det kun er forskellen mellem to energitilstande, der kan observeres. Den potentielle energi elektronen har sættes til nul uendeligt langt fra atomets kerne og er således negativ.
Den tidsafhængige del er
{\displaystyle i\hbar {\frac {\partial }{\partial t}}|\Psi _{j}(t)\rangle =E_{j}|\Psi _{j}(t)\rangle }
hvor Ej er de samme energier som i den tidsuafhængige ligning. Ligningen er også en egenværdiligning og den har i princip uendelig mange løsninger i et kontinuert spektrum; men den tvinges til at have de egenværdier, der er foreskrevet af den tidsuafhængige ligning. Denne ligning har en meget enkel løsning:
{\displaystyle |\Psi _{j}(t)\rangle =e^{\frac {E_{j}t}{i\hbar }}|\Psi _{j}(0)\rangle =e^{-i\omega t}|\Psi _{j}(0)\rangle =U(t)|\Psi _{j}(0)\rangle }
Udviklingen i tiden for ket vektoren er den unitære operator U(t) og for Bra vektoren, som er ketvektorens kompleks konjugerede og transponerede:
{\displaystyle \langle \Psi (t)|=\langle \Psi (0)|U(t)^{\dagger }}
Der følger at:
{\displaystyle \langle \Psi (t)|\Psi (t)\rangle =\langle \Psi (0)|U(t)^{\dagger }U(t)|\Psi (0)\rangle =\langle \Psi (0)|\Psi (0)\rangle }
Man observerer, at normen af tilstandsvektoren, ikke ændrer sig med tiden.
De generelle løsninger er summen (en superposition) af de ortogonale egenfunktioner. Generelt gælder det på grund af lineariteten, at hvis to forskellige funktioner er løsninger til Schrödingers ligning, så er en linearkombination af dem også. Man indser, at tidsudviklingen er individuel for hver egenfunktion.
Han skabte derved en ligning, der kunne have løsninger, svarende til energiniveauerne i elektronernes baner. Det var en betydelig bedre teori end Bohrs, med hensyn til at forklare atomernes spektre. Schrödingers ligning anvendes i dag overalt i fysikken og kemien, hvor der ikke skal behandles relativistiske partikler. Ligningen blev senere af Schrödinger udvidet til at omhandle spin.
Den store forskel mellem Schrödingers og Heisenbergs arbejder er, at Heisenbergs matrixteori omfatter en overgang mellem to kvantetilstande, medens Schrödingers teori håndterede en enkelt partikels tilstand. Tidsudviklingen i Heisenbergs billede foregår ikke med ved, at tilstandsvektorerne udvikler sig, men ved at operatorerne udvikler sig i tiden og tilstandsvektorerne er konstante.
Den tidsuafhængige del af ligningen kan være - og er for det meste svær at løse analytisk. Mange virkelige tilfælde har løsninger, som indeholder en divergent uendelig række. Ofte kan disse dog konverteres til konvergente udtryk (fx Pade fortsatte brøker) uden problemer. Numeriske løsninger er også mulige (man stopper ligningen ind i et matematik program og trykker på retur). Der er stadig gode chancer for at forbedre matematikken på dette område.
Den del af matematikken, der håndterer uendelige divergente rækker, er ikke veludviklet. Der hvor der eksisterer beviser for at dette kan lade sig gøre, er for Steltjes serier, som heldigvis er almindelige i Schrödingers ligningsløsninger. Ikke desto mindre er mange løsninger for svære at beregne analytisk. Indenfor kvanteelektrodynamikken (QED) kan man ikke bevise denne metode på samme måde (ingen Steltjes), men det fungerer godt i mange tilfælde. Euler legede med divergente serier og summerings "maskiner" og fandt bl.a. denne vidunderlige formel for Zeta(-1) = 1+2+3+4+.... = -1/12, som man også kan finde inden for QED.
Løsningsmetoderne til Schrödingers ligning inkluderer perturbationsmetoder. Ved at introducere en lille størrelse på den rigtige måde, gøres det muligt at rækkeudvikling en løsning i potenser af denne lille størrelse, ofte i form af disse ofte divergente serier. Dette er udelukkende matematik.
Schrödinger var i øvrigt meget aktiv i kvantefysikkens videreudvikling. Bohr var meget betaget af hans arbejde som virkeligt var et stort skridt fremad og en tid så ud som en klassisk forklaring på kvantefysikken. Bohr demonstrerede ved en lejlighed (Como Lecture), at ubestemmeligheden i kvantefysikken var en simpel klassisk følge af, at en bølgefunktion beskrev partiklerne. Kort beskrevet hvis bølgen er begrænset i udstrækning (og dermed kan give en mindre usikkerhed om hvor den er) så er dens impuls ikke mulig at bestemme nøjagtigt, fordi denne er bestemt ved partiklens bølgelængde, som for en kortere bølge er mere usikker (man kan foretage en Fouriertransformation for at finde en repræsentation i impulsen). Jo mindre usikkerhed omkring positionen, jo mere usikkerhed omkring impulsen og visa versa.

## Max Born
Max Born var den første til at foreslå, at Schrödingers bølge skulle tolkes som en sandsynlighedsamplitude, som kvadreret gav en sandsynlighedstæthed.
Sandsynligheden for at finde en partikel i et interval dx omkring x til tiden t er {\displaystyle P(x,t)=|\psi (x,t)|^{2}dx}.
Bølgefunktionen skal naturligvis normaliseres således, at sandsynligheden for at finde partiklen et eller andet sted er 1. Schrödingers ligning har den egenskab, at hvis sandsynligheden er 1 til et tidspunkt, så vil den altid være 1.
Borns forslag blev meget diskuteret, men fysikerne i det tidlige 20. århundrede, kom til sidst til den konklusion (Dirac 1982), at den eneste fysikfortolkning af bølgefunktionen, der er forligelig med eksperimentelle observationer, er en sandsynlighedsfortolkning.
Borns forslag gjorde at Einstein skrev til ham (oversat):
| Citat | Kvantemekanik er sandelig imponerende. Men en indre stemme fortæller mig at det ikke er den virkelige ting. Teorien sige meget, men bringer os ikke tættere til 'den gamles' hemmelighed. Jeg er i hvert fald overbevist om at Han ikke spiller terning. | Citat |
|       | |       |

Born fik Nobelprisen i 1954.

## Wolfgang Pauli
In 1922 foretog to tyske fysikere Otto Stern og Walther Gerlach et eksperiment, hvor sølvatomer blev ledt gennem et inhomogent magnetisk felt. Forsøget viste at disse atomer havde et magnetisk spinmoment, som var kvantiseret. Det var kun muligt at måle to forskellige værdier relativt til den magnetiske akse og ikke et kontinuum som man ville forvente i den klassiske fysik.
Pauli var den første til at foreslå konceptet spin, allerede i 1924 foreslog Pauli en ny frihedsgrad (kvantetal) med to mulige værdier. Dette for at afklare nogle afvigelser mellem observerede molekular spektre og den spirende kvantemekanik. I 1927 havde Pauli udviklet sin matematiske teori for elektroners spin. Spin blev oprindeligt forstået som en mekanisk rotation af en partikel omkring en akse. Dette er kun delvist korrekt, spin opfylder til dels de samme matematiske love som almindelig mekanisk rotation; men er kvantiseret (elektroner har spin 1/2 ) og:
- Spin har kvante tal der er s= n/2 hvor n er et heltal.
- En elementarpartikel kan ikke spinne hurtigere eller langsommere.
- Spin af en ladet partikel er forbundet med et magnetisk dipol moment med en g faktor forskellig fra 1. (for en elektron ca. 2, se under matematik) Dette er ikke muligt for en klassisk partikel, undtagen hvis dens ladning var fordelt anderledes end dets masse.

Bølgefunktionen, der svarer til elektronens spin, kaldes en spinor og kan skriver:
{\displaystyle \Psi =\left({\begin{array}{cccc}\Psi _{1}\\\Psi _{2}\end{array}}\right)=\Psi _{1}\left({\begin{array}{cccc}1\\0\end{array}}\right)+\Psi _{2}\left({\begin{array}{cccc}0\\1\end{array}}\right)}
Hvor de to vektorer angiver henholdsvis spin op og spin ned - i forhold til en defineret akse (normalt Z aksen). De to spin amplituder (bølgefunktioner) kan dreje spinnet i det tre-dimensionale rum ved at dreje det i et to-dimensionalt komplekst vektorrum.
Paulis matricer er proportionale med de spinobservable Hermitiske matricer, for spin 1/2 partikeler {\displaystyle {\vec {S}}=(S_{x},S_{y},S_{z})=i{\frac {\hbar }{2}}((\sigma _{x},\sigma _{y},\sigma _{z}))}. (se under matematik), egenværdierne af Paulis matricer kan kun være +1 eller -1 og egenvektorerne kan fremstilles som er en kombination af op og ned vektorerne. Alle spin matricerne har en determinant Det() lig 1 og en spor (engelsk trace) Tr() på 0, produktet af egenværdierne er determinanten og summen er Tr(). Det giver de to mulige egenværdier, som er det der kan måles.
Det er interessant at enhvert enkelt spinsystem har en akse, det vil sige der altid eksisterer en retning hvori man ville kunne måle et spin på en:
{\displaystyle \exists {\vec {n}}:\langle \Psi |{\vec {\sigma }}\cdot {\vec {n}}|\Psi \rangle =1}
Paulis ligning er en vektorligning med en spinor, den indeholder et led med {\displaystyle {\boldsymbol {\sigma }}\cdot \mathbf {B} }. Sættes magnetfeltet B til nul bliver ligningen identisk med Schrødingers bortset fra, at den ubekendte funktion er en vektor. Hvis der ikke er et magnetfelt tilstede, opfører partiklen sig næsten som om den ikke havde spin. Spin er en egenskab der er konserveret. Paulis matricer er ikke relativistiske.
Pauli fik nobelprisen i 1945 nomineret at Einstein.

## Bohr filosofi
Hele efteråret 1926 havde Heisenberg og Bohr heftige diskussioner om iagttagelsesproblemet i kvantemekanikken, og til sidst foreslog Bohr en tænkepause. Han tog på ferie i Norge. Bohr havde tilbragt tiden i Norge med at vandre omkring i bjergene og filosoferede over betydningen af kvantefysikken. Bohr var nok mere filosof end andre fysikere, han var dog uden tvivl en fremragende fysiker. Han var dybt bekymret over hvorledes man kunne inkorporere kvantefysikken i mennesket klassiske opfattelse af verden.
De åbenbare problemer der er/var:
1. Hvorledes kunne man forlige en kvanteverden med det vi observerede med vores sanser og i den klassiske fysik.
2. Hvorledes kunne man forstå, at der åbenbart var modsigende observationer af partiklers egenskaber. De var nogle gange bølger og nogle gange partikler.
3. Hvorledes kunne vi beskrive en verden som vores sanser og erfaringer ikke havde adgang til. De udsagn man kunne gøre om partiklernes verden måtte nødvendigvis have rod i den erfaringsverden, vi var i besiddelse af.

Bohrs overvejelser, der dog ikke alle kom fra hans Norgetur men både før og efter, blev fundamentet til hans løsninger på disse problemer. De vakte stor beundring og blev hurtigt accepteret blandt fysikerne. Det blev baseret på følgende antagelser:
Hvis kvantefysikken skulle forliges med den klassiske fysik, så måtte det jo være således at kvantetilstandene havde en jævn overgang til den makroskopiske verden. Fx elektronens baner omkring atomkernerne måtte, når kvantetallene blev store og elektronens baner dermed blev større, nærme sig til en tilstand, der blev beskrevet ved den klassiske fysik. Han viste dette var tilfældet, idet afstanden mellem energitilstandene blev mindre og mindre og dermed ikke blev oplevet som diskrete overgange. Han beregnede et antal imponerende eksempler (til første orden); men det er i realiteten et meget komplekst problem.
Dette gjorde han til et generelt princip som han kaldte korrespondanceprincippet. Max Jammer skrev i sin fysikhistorie, at der sjældent i fysikkens historie havde været en omfattende teori (kvanteteorien), som skyldte så meget til et enkelt princip, som kvanteteorien skyldte til Bohrs korrespondanceprincip. (Jammer 1966, p.118). Korrespondanceprincippet spillede ikke alene en central rolle i opdagelsen af kvantefysikken; men var også hjørnestenen i Bohrs fortolkning af kvantefysikken, tæt forbundet med komplementaritet og til københavnerfortolkningen. Den står dog ikke uden kritik.
Begrebet korrespondance blev også anvendt mere generelt som princippet, at en ny teori skulle reproducere resultatet af veletablerede teorier i det domæne hvor de er anvendelige.
Selv om korrespondanceprincippet blev accepteret universelt, er der meget mindre enighed om hvorledes korrespondanceprincippet skulle defineres. Det er vigtigt at skelne mellem Bohrs egen forståelse af princippet og hvad det kom til at betyde for størstedelen af fysikerne.
Bølger og partikler kunne ikke observeres samtidigt, mente Bohr - og årsagen til at man observerede forskellige fænomener i forskellige forsøg, var forsøgets natur. Man kunne altså ikke udtale sig om at fotoner og elektroner var bølger eller partikler i sig selv; men kun om at de havde disse egenskaber afhængigt af hvordan man målte - det blev opfattet som en partikel-bølge dualitet. Han så dette som et aspekt af komplementaritetsprincippet. Bohr blev med tiden meget fascineret af komplementaritetsprincippet som et generelt filosofisk princip, som han så forsøgte at anvende på områder som sjæl/ krop , organisk/ inorganisk kemi og på andre klassiske dualismer som subjekt /objekt, overlæg versus passion og fri vilje versus kausalitet.
Den mikroskopiske verden skulle nødvendigvis beskrives i klassiske termer, baseret på de forsøg der blev udført og observatørernes virkelighed. Det mente han var den eneste måde, hvorpå man kunne kommunikere resultaterne af forsøgene, som jo nødvendigvis blev observeret med vore klassiske instrumenter og sanser. Når man talte om kvantemekaniske partikler og bølger, var det altså i en klassisk mening; men det var komplementære egenskaber eller med et andet ord en dualisme.
Komplementaritet er både et fysisk og teoretisk resultat af kvantefysikken. Bohrs fortolkningen af kvantefysikken betyder, at to komplementære egenskaber som at være partikel og bølge, er eksklusive og ikke kan måles/observeres på samme tid. Det er ikke det samme som, at visse operatorer ikke kommuterer og ikke kan måles nøjagtigt samtidigt, det er udelukket at observere partikelegenskaben samtidigt som bølgeegenskaben. Partikler og bølger danner derfor med et andet ord en dualitet. Bohr var meget betaget af denne ide og forsøgte at anvende den på mange andre områder og han mente, at teorien kunne bringe filosofisk klarhed på mange videnskabelige områder. Forudsætningen for en dualitet er Bohrs forståelse af, at han opererede med partikler og bølger i den klassiske betydning. Hen ad årene mente Bohr, at komplimentaritet kunne belyse ånd/krop problemet og måske forskellen på organisk og inorganisk kemi og at princippet kunne ligge bag flere klassiske dualismer som subjekt og objekt og den frie vilje og kausalitet.
På den tid var disse principper som sagt epokegørende, mens de i dag bortset fra korrespondanceprincippet forekommer gammeldags. Man må imidlertid forstå, at man på den tid næppe havde nået at vænne sig til disse mærkelige begreber og absolut ikke havde et bare nogenlunde komplet billede af kvantefænomenerne. I dag virker de noget naive. Fx er der næppe nogen fysikere der tror at sjæl ikke er et emergent fænomen af hjernens fysik - eller at organisk kemi på nogen måde er forskellig fra inorganisk. Vi opfatter heller ikke begrebet partikler og bølger som klassiske fænomener; men som noget vi ikke præcist ved hvad er. Korrespondanceprincippet er det, der har overlevet bedst. Princippet anvendes i dag som en test for at nye teorier svarer til virkeligheden.
I dag er alt dette meget fremmed for en moderne fysiker eller filosof, ingen tror vel på, at ånd er andet end fysik - eller at der er en forskel på organisk og inorganisk kemi. Det er klart, at der ikke er tale om en dualitet heller ikke for partikler (Feynman), blandt andet fordi det jo ikke er klassiske partikler eller klassiske bølger - og fordi man har set målinger hvor begge aspekter er præsenteret samtidigt (enkelt foton dobbeltspalte-eksperiment og stationære fotoner) . Udtrykket bruges dog stadigt i en løsere betydning.
Bohr argumenterede for, at den klassiske fysik eksisterer uafhængigt af kvanteteorien - og ikke kan udledes fra den. Hans position var, at det ikke var passende at forstå en observatørs oplevelser ved at bruge rent kvantemekaniske ideer som bølgefunktion, fordi de forskellige erfaringstilstande af en observatør, er defineret klassisk. Der er gjort visse forsøg på at argumentere mod dette synspunkt. Det må dog anses mere som et filosofisk problem end et fysisk.
Kvantefysikken er i dag anvendelig på objekter, der er makroskopiske og grænsen mellem hvad der er erfaringsverden og hvad der ikke kan erfares, udviskes.

## Arnold Sommerfeld
Sommerfeld foretog beregninger på Bohrs elektronbaner ved hjælp af mere generelle metoder, der stammede fra den klassiske fysik.
Han introducerede yderligere kvantetal for atomet i form af andet (azimuth kvantetal) og fjerde (spin kvantetal). Han introducerede også finstrukturkonstanten (see under Feynman) og pionerede røntgenbølgeteori.

## P.A.M. Dirac
Dette er ikke en historie om Paul Dirac; men Dirac var uden tvivl i nogen grad autistisk og det er værd at forstå.
Der findes utallige citater fra Einstein, her er et om Dirac, fra et brev til Paul Ehrenfest, Aug. 23, 1926.(oversat):
| Citat | Jeg har problemer med Dirac. Denne balancering på den svimlende sti mellem geni og galskab er forfærdelig. | Citat |
|       | |       |

Og her er et fra Louisa Gilder, "Quantum Leap", The New York Times, September 8, 2009 :
| Citat | Her finder vi en mand med en næsten mirakuløst forståelse af fysikkens struktur, kombineret med en blid mangel på forståelse af den mindre logiske rodede verden, verdenen af andre mennesker. | Citat |
|       | |       |

Dirac var Lucasian Professor i Mathematics ved Cambridge fra 1932 til 1969. (Andre i den position var Isaac Newton, Joseph Larmor, Charles Babbage, George Stokes, and Stephen Hawking). Dirac blev gift med Eugene Wigners søster, som Wigner introducerede til ham.
Dirac fortæller selv om hvor stort et indtryk det gjorde på ham, da han blev bekendt med Bohrs teori for atomets struktur. Det var en åbenbaring for Dirac og han fortsatte med at arbejde med teorien. Bohr havde fundet teorien, der styrede en elektrons bevægelse ved at bruge almindelige naturlove, undtagen for den del der styrede overgangen mellem to stabile baner omkring atomkernen. Den stabile bane måtte underordne sig en ny betingelse, som inkluderede Plancks konstant. Man måtte acceptere bohrs baner, fordi de så succesfuldt beskrev atomer, hvor en enkelt elektron var bestemmende for energitilstanden fx alkaligrundstoffer, som havde en lukket skal af elektroner - plus en ydre elektron. Det blev dog snart klart, at selv Bohr teorien havde mange mangler og havde behov for at blive udviklet. Senere indså Dirac, at det var et for snævert syn på fysikken. Dirac arbejdede med Sommerfelds metode, hvor Hamiltonen blev brugt til at skabe generelle ligningner udtrykt i Hamiltons generelle/kanoniske variable.
I den klassiske fysik, startede man med Newton og gik videre med Lagrangen, et udtryk som genererede Euler-Lagrange ligningerne ved optimering af et integrale af Lagrangen. Løsningerne til Euler-Lagrange ligningerne var løsningen på det dynamiske problem, der blev beskrevet ved Lagrangen, typisk som en differens mellem kinetisk energi (fx 1/2 m v2 ) og potentiel energi (hvis gradient er kraft). Disse ligninger var anden ordens ligninger udtrykt i q (positionskoordinater) og dq/dt (hastigheden) .
Hamilton fandt mere end 100 år før kvanteteorien på et mere avanceret system, som viste sig at være bedre egnet til kvanteteorien, Hamilton fandt på dette tilsyneladende udelukkende drevet af et ønske om at skabe smuk matematik. Hamiltonen er generelt summen af kinetisk energi og potentiel energi udtrykt i q og p, hvor p er den konjugerede impuls
{\displaystyle p={\frac {\partial L}{\partial (dq/dt)}}}. q er ligesom i Lagrangen (L) generaliserede koordinater, som er tilstrækkelige til at beskrive det dynamiske problem.
De dynamiske ligninger, der genereres af Hamiltonen, er første ordens differentialligninger i p og q, som generelt er lettere at løse end Euler-Lagrange ligningerne.
Diracs studier af Hamiltons metode, som Sommerfelt også anvendte, blev senere meget anvendelige for ham. De virkelige vanskeligheder med Bohrs baner var, når man prøvede at undersøge hvordan to baner påvirkede hinanden, fx for helium, som har to elektroner, var der ingen forklaring på heliums mærkværdige spektre. Dette var situationen for Dirac, da han studerede i Cambridge uden at skabe noget fremskridt.
Det reelle gennembrud kom i 1925, Heisenberg gav en forelæsning i Cambridge om sin matrix teori som Dirac overværede og han fik en korrekturkopi at Heisenbergs artikel. Det gjorde ikke rigtig noget indtryk på Dirac og først senere, da han havde tid til at studere Heisenbergs teori mere omhyggeligt, gik det op for ham hvor vigtigt det var.
Dirac forstod, at den primære forskel på den klassiske mekanik og kvantemekanikken, var de ikke kommuterende variable. Han var ikke bekymret over dette i modsætning til Heisenberg. Dirac forstod at dette netop var det essentielle ved teorien. Hvis to observable kommuterer, så kan begge måles samtidigt og de har fælles basis vektorer (de observables egenvektorer). Diract udviklede en analog teori til den klassiske fysik hvorved han kunne konvertere en klassisk ligning for en tilstandsudvikling i tiden til en kvanteligning.
{\displaystyle {\frac {\partial u}{\partial t}}=\{u,H\}} førende til kvanteligningen {\displaystyle i\hbar \langle {\frac {\partial u}{\partial t}}\rangle =\langle [u,H]\rangle }
De krøllede parenteser er Poissons parenteser - og vinkel parenteserne betyder forventede værdier i den statistiske betydning (også kaldet middelværdi eller første ordens moment). Det at middelværdier har klassiske analoger, er en generel egenskab af kvantefysikken. H er for det klassiske udtryk den klassiske Hamilton og for kvanteversionen kvanteækvivalenten. Da H er et udtryk for energien, så kan man bevise energiens konstans, ved at indsætte H, i stedet for u i ovenstående.
Da Dirac så Schrødingers ligning var hans første reaktion, hvorfor skulle man have en ligning til, det var da nok med den han havde. Det lykkedes Heisenberg samtidigt at fremkomme med en lignende ligning ved at bruge en anden metode end Diracs. Dirac, der var meget beskeden, kaldte sin ligning Heisenbergs ligning.
Dirac forstod som sagt, at det essentielle ved kvantefysikken var de kommuterende og ikke-kommuterende variable. Han forstod, at det var tilstrækkeligt, at de variable opfyldte samme betingelser for at kommutere som p og q i Hamiltons teori. Han kunne derved skabe nye kvantefysiske teoremer, som der ikke havde analoger i den klassiske fysik. Kvantefysikken er mere generel end den klassiske fysik.
En af Diracs store opfindelser var hans Bra-ket notation, som anvendes overalt i fysikken i dag (og i øvrigt er udmærket til andet en kvanteteori) Den er uhyre generel, elegant, effektiv og strukturrig. Det karakteristiske er, at det er muligt at fokusere på specifikke egenskaber, uden at skulle behandle bølgefunktionen i dens fulde form. Det er et resultat af, at Schrödingers ligning er en egenværdiligning.
Bra-ket
En ket skrives som startende med en lodret streg "|"; indeholdende en reference fx "v" - og sluttende med ">" - fx "|v>" - og er en abstrakt søjle-vektor med indgange, der er komplekse tal. En ket beskriver en tilstand af den/de partikler der er under diskussion. I den sammenhæng er funktioner også vektorer (ofte af uendelig mange dimensioner), hvis de opfylder nogle generelle krav (man kan kalde dem fysiske funktioner). Vektorene danner et komplekst Hilbertrum (et rum er "bare" en mængde, hvis elementer opfylder visse kriterier - her, at de stabilt kan adderes indbyrdes og ganges med et komplekst tal og at resultatet bliver i rummet etc.). Et krav for, at det kan være et Hilbertrum er, at der er defineret en længde af vektorerne i Hilbert rummet, et indre produkt. Vektorer af forskellig dimension er medlem af forskellige Hilbertrum.
For funktioner er længdemålet et integrale over et interval af produktet af funktionen med sin konjugerede:
{\displaystyle \langle f(x)|f(x)\rangle =\int _{a}^{b}dxf(x)^{*}f(x)}
Intervallet kan for fysiske funktioner ofte gå fra negativt uendelig til positivt uendelig idet man ofte forventer at fysiske funktioner forsvinder der - det vil sige at de er matematisk integrable og derved kan regnes på.
Løst sagt kan man sige, at fysiske funktioner hvis integrale eksisterer, er medlem af et Hilbertrummet (det er fx en forudsætning for at funktioner kan Fourier transformeres, Laplace transformeres, Heaviside operatorer anvendelse og Quantum operatorer etc.)
En bra skrives <v| og er den konjugerede og transponerede af |v>. Det vil sige, at hvis |v> er en søjlevektor så er <v| en rækkevektor; men vektorindgangene er konjugerede (fortegnet til den imaginære enhed i er skiftet ). Man bruger for kombinationen af konjugering og transponering tegnet "dagger":
{\displaystyle |v\rangle ^{\dagger }=\langle v|}
Det indre produkt af to vektorer er <v|v> (det der er med til at definere Hilbertrummet) og er et reelt tal, idet det er en længde. Er fx |v> = a+ib så er <v| = a-ib og <v|v> = a 2 + b 2. Et komplekst tal er en vektor af dimension 1.
Foretages en måling på tilstanden |v> anvendes den relevante operator her M. I egenværdiligningen nedenfor er k egenværdien (det der måles) og der vil være et antal af kvantetilstande svarende til antallet af egenværdierne, |v> er egen egenvektoren ;
{\displaystyle M|v\rangle =k|v\rangle }
Operatorerne, der er observable, er Hermitiske matricer. Hermitiske matricer har ligesom symmetriske matricer reelle egenværdier, (man kan jo ikke have et komplekst tal som en måleværdi) og de er naturligvis kvadratiske. Til disse definitioner hører nogle postulater for kvantefysikken se fx .
For Hermitiske matricer gælder {\displaystyle H^{\dagger }=H}, hvilket også kan anvendes som definitionen. Alle egenvektorerne danner en ortogonal basis i deres Hilbertrum (i tilfælde af flere egenvektorer for samme egenværdi, er de ikke nødvendigvis ortogonale, men kan gøres ortogonale). Det betyder, at alle tilstande kan beskrives som en sum (superposition) af disse basis tilstande - altså:
{\displaystyle |v\rangle =\Sigma _{i}\alpha _{i}|v_{i}\rangle =\alpha _{1}|v_{1}\rangle +\alpha _{1}|v_{1}\rangle +\alpha _{1}|v_{1}\rangle +...}
Normalt normeres basisvektorerne til længden 1, hvilket giver {\displaystyle \Sigma _{i}|v_{i}><v_{i}|=I}, hvor I er enheds matricen for den relevante dimension. Alfa værdierne er amplituden (en term skabt af Feynman) af hver basisvektor. Amplituden for at måle | v j  > er således:
{\displaystyle \langle v_{j}|v\rangle =\alpha _{j}} sandsynligheden er {\displaystyle P(j)=|\alpha _{j}|^{2}=\alpha ^{*}\alpha }
I denne terminologi er tilstandene ikke nødvendigvis beskrevet som bølger. Schrødingers bølger er et specialtilfælde.
Bane impulsmomentet kan defineres ved en operator, som normalt kaldes {\displaystyle {\vec {L}}={\vec {r}}x{\vec {p}}} i analogi med den klassiske definition. Det er forskelligt fra spinmoment, men opfører meget lig med den samme algebra. Spinmoment og impulsmoment kan adderes til et totalt impulsmoment J. I et plan, hvor rotation er defineret ved en vinkel, er {\displaystyle L=-i\hbar \partial _{\theta }} hvilket giver en løsning til dens egenligning {\displaystyle \Psi (r,\theta )=e^{-i\ell \hbar \theta }\Psi (r)} . Det totale impulsmoment er:
{\displaystyle {\vec {L}}=(L_{x},L_{y},L_{z})}
Kommutatorrelationerne er {\displaystyle [L_{x},L_{y}]=i\hbar L_{z}\;\;[L_{y},L_{z}]=i\hbar L_{x}\;\;[L_{z},L_{x}]=i\hbar L_{y}} som er analoge til den klassiske relation hvor kommutatorerne erstattes af Poisson parenteser og der ingen komplekse værdier er eller Plancks konstant hbar.
Impulsmomentvektoren kan kvadreres og {\displaystyle L^{2}=L_{x}^{2}+L_{y}^{2}+L_{z}^{2}} dens egenværdier er {\displaystyle \hbar ^{2}\ell (\ell +1)}
, {\displaystyle \ell } har heltallige værdier.
Anvendes z aksen (arbitrert) som reference, bliver egenværdiligning {\displaystyle L_{z}|m\rangle =m|m\rangle } med egenværdien m. Defineres et par operatorer
{\displaystyle L_{+}=L_{x}+iL_{y}\;og\;L_{-}=L_{x}-iL_{y}}
Finder man, at de virker som hæve og sænke operatorer på kvantetilstanden m op eller ned til den maximale værdi {\displaystyle \ell }.
Diracs kvantemekaniske version af en bølgeligning
I 1929 publicerede Dirac sin relativistiske bølgeligning.
Der var tidligere gjort forsøg i retning af en relativistisk bølgeligning, det var ikke tilfredsstillende. Dirac ville have en lineær ligning, som gjorde mere end Schrödingers. Han startede med den velkendte energiligning:
{\displaystyle E^{2}=(Pc)^{2}+(mc^{2})^{2}}
Hvor vi genkender P som bevægelsesmængde og m som partiklens hvilemasse. c er som sædvanligt lysets hastighed. P skal opdeles i tre koordinatretninger P 1  , P 2 , P 3 
Desværre er det en kvadratisk ligning, hvilket ikke er praktisk anvendelig til formålet. Så Dirac omdannede den i princip til et produkt af to ens ligninger således:
{\displaystyle E^{2}=(AP_{1}c+BP_{2}c+CP_{3}c+D(mc^{2}))(AP_{1}c+BP_{2}c+CP_{3}c+D(mc^{2}))}
I denne ligning skal P opfattes som den kvantemekaniske impulsoperator. ( størstedelen af det følgende er oversat fra den meget udmærkede engelske Wikipedia artikel,).
Ved at gange højresiden ud ser man, at for at få alle krydsprodukterne som ∂1∂2 til at forsvinde må man antage at
{\displaystyle AB+BA=0,\;\ldots }
med
{\displaystyle A^{2}=B^{2}=\ldots =1.\,}
Dirac, som netop været intenst involveret med at arbejde på fundamentet af Heisenbergs matrix mechanics, forstod umiddelbart at disse betingelser kunne tilfredsstilles, hvis A, B, C og D var matricer, hvilket betød at bølgefunktionen havde flere komponenter. Dette forklarede umiddelbart Paulis to-komponent bølgefunktioner, hvilket indtil da, var blevet betragtet som et mysterium selv for Pauli. Imidlertid behøver man mindst 4x4 matricer for at opnå de nødvendige egenskaber. Så bølgefunktionen havde 4 komponenter og ikke to som i Paulis teori eller én som i Schrödinger. Den fire komponent bølgefunktion repræsenterede en ny klasse af matematiske objekter, som dukker op her for første gang i fysikken.
Givet faktoriseringen i disse fire matricer, kan man nedskrive denne ligning:
{\displaystyle \left(A\partial _{x}+B\partial _{y}+C\partial _{z}+{\frac {i}{c}}D\partial _{t}\right)\psi =\kappa \psi }
Diracs oprindelige ligning havde denne form:
{\displaystyle i\hbar {\frac {\partial \psi (x,t)}{\partial t}}=\left(\beta mc^{2}+c\left(\sum _{n\mathop {=} 1}^{3}\alpha _{n}p_{n}\right)\right)\psi (x,t)}
hvor ψ = ψ(x, t) er Bølgefunktionen for elektronen med masse m med rumtids koordinater x, t. Impulserne p1, p2, p3 skal forstås som impulsoperatoren i Schrödingers ligning. Desuden er c lysets hastighed - og ħ er den reducerede Plancks konstant.
For at demonstrere Lorentz covarians af denne ligning, er det fordelagtigt at give den en form, hvor tid og rum afledede fremtræder på lige fod. Nye matricer introduceres som følger:
{\displaystyle \gamma ^{0}=\beta \,}
{\displaystyle \gamma ^{k}=\gamma ^{0}\alpha ^{k}.\,}
og anvender man Einsteins summations regel for gentagede indici finder man:
{\displaystyle i\hbar \gamma ^{\mu }\partial _{\mu }\psi -mc\psi =0}
μ = 0, 1, 2, 3, og ∂μ  er 4-gradienten.
Gamma matricerne kan skrives, så de indeholder Paulis matricer:
{\displaystyle \gamma ^{0}=\left({\begin{array}{cccc}I_{2}&0\\0&-I_{2}\end{array}}\right),\gamma ^{1}=\left({\begin{array}{cccc}0&\sigma _{x}\\-\sigma _{x}&0\end{array}}\right),\gamma ^{2}=\left({\begin{array}{cccc}0&\sigma _{y}\\-\sigma _{y}&0\end{array}}\right),\gamma ^{3}=\left({\begin{array}{cccc}0&\sigma _{z}\\-\sigma _{z}&0\end{array}}\right).\,}
Det komplette system er summeret ved brug af Minkowskis rumtids metriske:
{\displaystyle \{\gamma ^{\mu },\gamma ^{\nu }\}=2\eta ^{\mu \nu }I_{4}\,}
Hvor denne gang :{\displaystyle \{a,b\}=ab+ba} er antikommutatoren.
Dirac algebra er spin matricernes algebra, over et pseudo-ortogonalt 4-dimensionalt rum med den metriske signatur (+---) det er en specifik version af en Clifford algebra som blev fundet mange år tidligere. Introduktionen af en Geometrisk algebra repræsenterede et enormt skridt fremad for udviklingen af kvanteteorien. Dette var sandsynligvis ikke erkendt af Dirac på det tidspunkt han udviklede den.
Diracs ligning kan tolkes som en egenværdiligning, hvor hvilemassen er proportional med en egenværdi af 4-moment operatoren medens proportionalitetskonstanten er lysets hastighed.
{\displaystyle P_{\mathrm {op} }\psi =mc\psi .\,}
Da Schrødinger forstod at spin eksisterede, introducerede han Paulis matricer i sin ligning. Dirac derimod viste at spin var en konsekvens af, at ligningerne var relativistiske.
Dirac skabte mange flere enestående opdagelser, som der er alt for mange af til at diskutere.
Det største var opfindelsen af Kvanteelektrodynamikken (QED).
Dirac beskrev kvantiseringen af det elektromagnetiske felt, som et ensemble af harmoniske oscillatorer (tænk på en madras med fjedre man kan få til at svinge op og ned ved at banke på den) tillige med introduktionen af konceptet af operatorer, som skabte og destruerede partikler.
Teorien syntes i begyndelsen (ved hjælp af en række andre fysikere) at kunne bruges til beregning af alle fysiske processer, der involverede fotoner og ladede partikler som fx elektroner, men det blev klart omkring 1937-1939 og endnu alvorligere i 1940'erne, hvor målinger viste, at beregningerne ikke gav brugbare resultater, at dette var kun pålideligt til første orden i en perturbationsteori, et problem der allerede var blevet gjort opmærksomt på af Robert Oppenheimer.
Medtog man de højere ordener i serierne, opstod der uendeligheder, hvilket gjorde sådanne beregninger meningsløse og skabte alvorlig tvivl om teoriens konsistens. Dirac var meget ulykkelig over, at hans ligninger ikke syntes at give nogen forståelige resultater. De var jo så smukke.
Baseret på Hans Albrecht Bethes intuition og fundamentale artikler af Sin-Itiro Tomonaga, Julian Schwinger, Richard Feynman og Freeman Dyson, var det endeligt muligt at få fuldt covariante formuleringer, som var endelige til alle ordner i en perbutations serie af observable. Feynmans matematiske teknik, baseret på hans diagrammer, syntes i starten meget forskellig fra den feltteoretiske operator baserede teori, der blev brugt af Schwinger og Tomenaga, men Freeman Dyson viste senere at de to metoder var equivalente.
Renormalisering, behovet for at tildele en fysisk mening til visse divergenser, der opstod i teorien, er derefter blevet et fundamantalt aspekt af kvante felt teori.
Selvom renormalisering virker udmærket i praksis og giver en uovertruffet overenstemmelse med måleresultater, var Feynman aldrig helt komfortabel med den matematiske validitet og kaldte det hokus pokus. Dirac var selvfølgelig endnu mindre begejstret.
QED er i dag fundamentet for alle feltteorier fx QCD (kvantekromodynamikken) for kvarker.
I 1933 gjorde Dirac den opdagelse, at aktion (integralet af lagrangen) spillede en central rolle i den klassiske fysik. (den er mere fundamental); men at den ikke syntes at have nogen vigtig rolle indenfor kvanteteorien, som den var kendt på den tid. Han spekulerede på hvordan denne situation kunne rettes op og han kom til den konklusion at propagatoren (i et mere moderne sprog) i kvanteteorien svarer til {\displaystyle e{\frac {iS}{\hbar }}} hvor S er den klassiske aktion evalueret langs den klassiske vej/sti. 
I 1950'erne i sin søgning efter en bedre QED, udviklede Dirac den generaliserede Hamiltonske teori, baseret på en forelæsning han holdt 1949 i den internationale matematik kongres i Canada. Det er en kraftfuld generalisering af Hamiltons teori, som også er korrekt i krum rumtid. Et af Diracs mesterværker. Dirac løste også problemet med at indsætte Tomonaga–Schwinger ligningen i Schrödingers repræsentation og give en eksplicit udtryk for det skalære meson-felt (nul spin pion or pseudoscalar meson), vektor meson-feltet (spin et Rho meson) - og det elektromagnetiske felt (spin et masseløs boson, foton).

## EPR-paradokset
I 1935 foreslog Einstein, Boris Podolsky og Nathan Rosen et tanke eksperiment; EPR-paradokset, hvori de ville påvise at kvanteteorien ikke var en komplet teori. 
Essensen af deres postulat var at to partikler kan blive givet en korrelation, så det er muligt at måle både position og impuls samtidigt (i modstrid med Heisenbergs ubestemthedsrelation) medmindre man må antage, at information kan transmitteres med en hastighed større end lysets. Denne korrelation blev kaldt sammenfiltring (engelsk entanglement). I et brev til Einstein kaldte Schrödinger fænomenet Verschränkung (oversat af ham selv til entanglement). Einstein kaldte det en spøgelsesagtig fjernvirkning (engelsk spooky connection). Han mente at kvanteteorien skulle suppleres med skjulte variable.
Formuleret i andre termer, så skulle det være muligt at måle kvantespin både i z-retning og i x-retningen samtidigt, men ligesom med position og impuls så kommuterer spinoperatorerne ikke, så der er ikke muligt.
To aktører Alice og Bob, selvom de er adskilt ved en vilkårlig stor afstand, kan derimod måle en korrelation mellem sammenfiltrede partiklers spin i samme retning.
To elektroner sammenfiltres ved at komme nær hinanden for en tid. Den ene beholder Bob og den anden sendes til Alice. Hvis de to elektroner er maksimalt sammenfiltrede og Bob måler spinnet i en retningen på sin partikel og Alice måler spin på sin partikel i samme retning, Så hvis Bob måler spin i op-retningen vil Alice måle spin i ned-retningen hver gang og omvendt hvis Bob måler spinnet til at være ned. Der er en maksimal korrelation (på -1) mellem de to målte spin. Bob måler spinnets retning med 50% sandsynlighed for hver retning.
EPR-postulatet vakte megen opmærksomhed og startede en intens aktivitet for at forstå fænomenet. Det øvede på den måde stor indflydelse på kvanteteoriens udvikling.
Egentligt er der ingen fjernvirkning i en vis forstand. Alice oplever ikke, at der sker noget i hendes system ved, at Bob måler. Ligegyldigt om Alice måler før eller efter Bob, vil hun måle op med en sandsynlighed på 50% og ned med en sandsynlighed på 50%. Det er først, når hun har fået at vide hvad Bob har målt, at der kan konstateres en korrelation. Der er heller ikke nogen fjernvirkning med overlyshastighed på den måde, at Alices elektron har bevæget sig til Alice med overlyshastighed. Den er transporteret der med en hastighed, der er under lyshastighed og man kan ikke sammenfiltre to partikler, der ikke er tæt ved hinanden.
Der er heller ingen mulighed for at der en skjult klassisk mekanisme, der styrer resultatet. Det er blevet påvist af Bell 1964 Bells teorem ikke at være muligt.
En beskrivelse i Diracs formalisme
Kaldes det ene undersystems Hilbertrum for V og det andet for W, så er det sammensatte systems vektorrum tensor-produktet af de to rum:
{\displaystyle V\otimes W}
Kombinationen af to bølgefunktioner skrives på flere forskellige måder i litteraturen alle identiske i deres betydning:
{\displaystyle |\Psi \rangle _{uv}=|u\rangle \otimes |v\rangle =|u\rangle |v\rangle =|uv\rangle =|u\otimes v\rangle }
Valget er som regel styret af nødvendigheden af at holde rede på hvilken variable der hører til hvilket system, hvilket også kan gøres med passende indici.
Hvis dimensionen af det ene system er D a  og det andet er D b  så er dimensionen af det kombinerede system D a D b .
{\displaystyle (v\otimes w)\in (V\otimes W)\;when\;v\in V,w\in W}
Multiplikationen i {\displaystyle v\otimes w} skal ikke udføres, det er kun en positions notation og det er ikke et direkte produkt. Tillige defineres det som et lineært rum med addition af vektorer og multiplikation med en skalar, med samme virkning både på højre og venstre side.
Tensor produktet af vektorrummene er derfor defineret til at være vektorrummet, hvis elementer er komplekse lineære kombinationer af elementerne:
{\displaystyle (v\otimes w)\;med\;v\in V,w\in W}
Vilkårlige operatorer A og B anvendes således:
{\displaystyle (A\otimes B)(v\otimes w)=Av\otimes Bw=(A\otimes \mathbb {I} +\mathbb {I} \otimes B)(v\otimes w)}
Produktet af en operator og enheds operatoren kaldes en opgraderet operator. Den anvendes, når kun den ene side skal påvirkes af operatoren.
Hvis de normerede basisvektorer i V og W er e i  og f j  så er {\displaystyle \{e_{i}\otimes f_{j}\}} sættet af basisvektorer for det kombinerede vektor rum V W. Heraf følger :
\{\displaystyle v\otimes w=(\Sigma v_{i}e_{i})\otimes (\Sigma w_{j}f_{j})=\Sigma v_{i}w_{j}e_{i}\otimes f_{j}}

Det indre produkt af to basisvektorer i V W fx | e  i  f j > og | em  f n > er 1 kun hvis i=m og j=n ellers er de ortogonale. dvs
{\displaystyle \langle e_{i}f_{j}|e_{m}f_{n}\rangle =\delta _{im}\delta _{jn}} hvor delta er Kroneckers symbol.
For to elektroner hver især, med spin tilstande op |+> og ned |→ bliver den mest generelle tilstand en lineær superposition af alle mulige kombinationer af de to basis spintilstande (der er kun 4), disse fire basisvektorer i det kombinerede system er ortonormale
{\displaystyle |\Psi \rangle =\alpha _{1}|+\,+\rangle +\alpha _{2}|+\,-\rangle +\alpha _{3}|-\,+\rangle +\alpha _{4}|-\,-\rangle }
Denne tilstand er karakteriseret ved matricen A af koefficienterne:
{\displaystyle A=\left({\begin{array}{cccc}\alpha _{1}&\alpha _{2}\\\alpha _{3}&\alpha _{4}\end{array}}\right)}
En tilstand er IKKE sammenfiltret hvis determinanten Det(A) =0. Omvendt er den sammenfiltret hvis Det(A) er forskellig fra nul. Hvis determinanten er nul kan det kombinere system opdeles i to produktsystemer (produktet af to systemers bølgefunktioner).
Pauli matricerne har en total matrix {\displaystyle \sigma _{z}^{T}=\sigma _{z}\otimes \mathbb {I} +\mathbb {I} \otimes \sigma _{z}} hvis egenværdier er (1 ,0,0,-1), Interesserer vi os kun for de egenværdier, som er nul og danner en tilstand af deres egenvektorer, får vi:
{\displaystyle |\Psi \rangle =\alpha _{2}|+\rangle \otimes |-\rangle +\alpha _{3}|-\rangle \otimes |+\rangle }
For at dette skal være en tilstand med total matricens egenværdi lig nul i alle akser, skal {\displaystyle \alpha _{2}=-\alpha _{3}}
Bringes to elektroner (eller en elektron og en positron) nær hverandre, vil den laveste spin energitilstand, være med modsat rettede spinakser, således (op og ned er her indikeret som afveksling med pile):
{\displaystyle |\Psi \rangle ={\frac {1}{\sqrt {2}}}(|\uparrow \downarrow \rangle -|\downarrow \uparrow \rangle )}
De er maksimalt sammenfiltrede i en tilstand, der kaldes singlet, med totalt spin nul. Partikler med spin, der er resultatet af sønderfaldet af en partikel uden spin skabes i den singulære tilstand, således at deres totale spin er nul.
Der er fire andre maksimalt sammenfiltrede tilstande, der tilsammen danner en ortonormal basis for det kombinerede systems Hilbertrum. Det vil sige at alle tilstande i det kombinerede Hilbertrum, kan fremstilles som en superposition af disse sammenfiltrede tilstande, uanset om de er sammenfiltrede eller ikke. Disse tilstande kaldes Bells basis. Man skal også bemærke, at disse sammenfiltrede systemer ikke kan adskilles i et produkt af en tilstand i det ene system gange en tilstand i det andet system. Produktsystemer kan ikke være sammenfiltrede.
En såkaldt tæthedsmatrix (eller operator) beskriver tilstanden af hvert undersystem i et sammensat system. Tæthedsoperatoren er:
{\displaystyle {\hat {\varrho }}=\Sigma _{i}p_{i}|\Psi _{i}\rangle \langle \Psi _{i}|} Hvis tilstandsvektorerne er ortonormale basisvektorer, så er {\displaystyle {\hat {\varrho }}=\Sigma _{i}p_{i}I_{i}} hvor I er en enhedsmatrix. p i  er sandsynligheden for, at systemet bliver fundet i tilstand i. Summen af sandsynlighederne skal blive 1. |Psi>i er de rene tilstande med amplituder hvis absolutværdier kvadreret, er de viste sandsynligheder.
Anvendes der en ortonormal base {\displaystyle \{|u_{m}\rangle \}}, kan man opløse tæthedsoperatoren i matrix elementer for en mxn matrix:
{\displaystyle \varrho _{mn}=\Sigma _{i}p_{i}\langle u_{m}|\Psi _{i}\rangle \langle \Psi _{i}|u_{n}\rangle =\langle u_{m}|{\hat {\varrho }}|u_{n}\rangle }
Subsystemet er beskrevet komplet ved tæthedsmatricen, idet enhver operators forventningsværdi er:
{\displaystyle \langle A\rangle =\Sigma _{i}p_{i}\langle \Psi |{\hat {A}}\ |\psi \rangle =\Sigma _{i}\varrho _{mn}A_{nm}=tr(\varrho A)}
Der er ikke nogen påvirkning fra det ene subsystem til det andets tæthedsmatrix, hvilket stemmer overens med, at Alice ikke kan konstatere om Bob har målt eller ikke - og heller ikke hvad han har målt. Alice kan først konstatere, at der er tale om en korrelation, når Bob med maksimalt lysets hastighed har kommunikeret til hende, hvad han har målt.
En måling kan også betragtes som en sammenfiltring af objektet og måleapparaturet - og man kan blive ved med at akkumulere sammenfiltrede systemer. Denne ide er i modstrid til Bohrs opfattelse af en bølgefunktion der kollapsede ved en måling. Sammenfiltring kan tilføres sammenfiltrede systemer fx ved målinger.
{\displaystyle |u\otimes v\otimes w\rangle }
Teleportation (kvanteteleportation) er en proces hvorved kvanteinformation kan transporteres fra en position til en anden ved hjælp af klassisk kommunikation og et sammenfiltret system. Fordi det afhænger af klassisk kommunikation, kan det ikke foregå hurtigere end lysets hastighed. Det kan ikke bruges til transport af information hurtigere end lysets hastighed og det kan ikke bruges til at lave kopier, idet det ville være imod kloning teoremet, der hævder at kloning er umuligt. Dette har vakt stor opmærksomhed. Hidtil er det kun lykkedes at transportere et eller flere qubits mellem to atomer, ikke mellem molekyler eller større objekter
For at udføre teleportationen med en elektron arrangerer Alice, at hun selv og Bob får en elektron hver som er sammenfiltrede med hinanden. Alice har selv den tredje partikel, hvis tilstand skal teleporteres. Alice foretager nu en måling, der er relateret til en sammenfiltret tilstand af den tredje partikel med Alices elektron. Derved destrueres den tredje partikels kvantetilstand (ingen kloning tilladt). Hun transmitterer resultatet af målingen til Bob, som så ved hvilken af fire forskellige operationer, han skal foretage på sin sammenfiltrede partikel, for at forvandle den til den tredje partikels tilstand.

## Feynman
Den Bongotromme spillende Richard Feynman var den direkte modsætning til Dirac. Han blev anbefalet af Robert Oppenheimer til at deltage i Manhattanprojektet med ordene:
| Citat | Bethe sagde at han hellere ville undvære hvilken som helst to mænd end Feynman fra det nuværende job og Wigner sagde at han er en anden Dirac men denne gang menneskelig. | Citat |
|       | |       |

Feynman sammen med Dirac og Einstein blev i slutningen af det forrige århundrede (1999) valgt af 130 fremstående fysikere som en af de ti største fysikere nogensinde. (1) Albert Einstein, (2) Isaac Newton, (3) James Clerk Maxwell, (4) Niels Bohr, (5) Werner Heisenberg, (6) Galileo Galilei,(7) Richard Feynman (8) Paul Dirac, (9) Erwin Schrödinger, and (10) Ernest Rutherford.  (Hvor blev Archimedes af?)
Dirac havde forsøgt sig med at bruge et nyt princip i kvanteteorien til at beregne hvorledes bølgefunktionen skrider fremad i tiden, uden at bruge bølgeligningen. Han fandt en funktion K(x',x) som beregnede bølgefunktionens ændring fra f(x) til tiden t til f(x') til tiden {\displaystyle t+\epsilon }. Den syntes at være analog til det, der i den klassiske fysik er {\displaystyle i\epsilon } gange med Lagrangen L(x', x) ; af en eller anden årsag kom han kun til den konklusions, at resultatet var analog.
Feynman kæmpede med det samme problem, han forsøgte at overkomme det problem, at selv i den klassiske elektricitetslære er der problemer med uendeligheder og med elektronens påvirkning af dens eget felt, noget der krævede at man regnede med, at elektronen havde en indre struktur. (En indre struktur udbreder ladningen og dermed dæmper problemerne med en punktformet ladning, som jo må have et uendeligt stort felt ved punktet). De kvanteteoretiske teorier er jo bygget på de klassiske og Feynman formodede, at hvis han kunne overvinde problemerne ved den klassiske teori, så kunne han måske også overvinde problemerne med kvanteteorien.
Ved et tilfældigt møde med fysikeren Professor Herbert Jehle på en bar, fik Feynman at vide at Dirac skam havde en ligning som involverede Lagrangen, Jehle viste ligningen til Feynman:
{\displaystyle K^{'}(x^{'},x)\varpropto e^{i\epsilon L({\frac {x^{'}-x}{\epsilon }}/\hbar )}}
Feynman spurgte hvad det betød, at de var analoge (betød det de var lig hinanden?) men Dirac var ikke kommet til nogen specifik konklusion. Feyman satte så på stedet de to udtryk lig hinanden og opdagede at de var proportionale. Jehle kunne ikke følge beregningerne i Feynmans tempo; men forstod at dette var en vigtig opdagelse. Senere fortalte Feynman Dirac om sin opdagelse. Feynman havde nu en forbindelse til lagrangen; men stadig ved brug af bølgefunktionen og problemerne med uendeligheder. Senere fandt han ud af at eliminere bølgefunktionen ved at udtrykke tidsudviklingen med aktionen (Lagrangen integreret).
Dette ledte senere til ideen om amplituden for en sti. Det at der for enhver sti en partikel kunne følge, var der en amplitude. Denne amplitude er {\displaystyle e^{\frac {iS}{\hbar }}}. Hvor S er aktionen for stien. Amplituderne for alle stierne summeres. Dette er en helt anden måde at beskrive kvantemekanikken på, anderledes end både Schrödinger og Heisenberg. Man kan forestille sig en vektor, der roterer (i det tomme rum med konstant hastighed) og hvor man adderer vektorer, der har taget alle mulige veje fra start til mål. Summen er amplituden for, at partiklen har nået målet.
Feynman havde end ikke fået sin Ph.d. endnu på det tidspunkt.
Under krigen var Feynman medlem af Manhattanprojektet. Han blev beordret af John Archibald Wheeler til at afslutte sin PhD i 1942.
I sin 1942 thesis behandlede Feynman den thesis, som Wheeler og han selv havde udarbejdet i 1941, at alle elektrodynamiske interaktioner er direkte interaktioner mellem partikler over en afstand. Det er velkendt, at den QED der er blevet udviklet lider af den vanskelighed, at den forudsiger uendelige værdier for mange eksperimentelle størrelsen, som klart er endelige. Den klassiske elektrodynamiske teori fra Maxwell og Lorentz er springbrættet for QED men QED overtager ikke den klassiske teoris brug af en indre struktur for elektronen. Disse ideer er nødvendige for den klassiske teori, kan opnå finite værdier for ting som elektronens enerti.
Diracs forskning i elektronens kvanteegenskaber, har været meget succesrige i at tolke egenskaber som spin, magnetisk moment og positronen, at det er svært at tro, at det skulle være nødvendigt yderligere at tildele den en indre struktur.
Feynman opstillede tre love som skulle lede til, at den klassiske teori ikke havde behov for antagelsen af en indre struktur. Det viste sig at dette var ækvivalent til en formulering af bevægelsesligninger på basis en aktion af lagrangen, som kun indeholder koordinaterne af partiklerne, ikke nogen omtale af felter. Feltet er derfor et afledt koncept og kan ikke afbildes som analog til vibrationer i et medium med sine egne frihedsgrader.
Feynmans sti-integraler var besværlige at bruge og i praksis brugte ingen dem, undtagen i helt specielle situationer.
Dirac beskrev kvantiseringen af det elektromagnetiske felt som et ensemble af harmoniske oscillatorer, tillige med konceptet skabnings og destruktions operatorer for partikler. I de efterfølgende år, med bidrag fra Wolfgang Pauli, Eugene Wigner, Pascual Jordan, Werner Heisenberg og en elegant formulering af kvanteelektrodynamikken fra Enrico Fermi, kom fysikerne til at tro at, i princippet, ville det være muligt at udføre hvilken som helst beregning for en vilkårlig proces, der involverede fotoner og partikler med ladning. Imidlertid viste yderligere studier af Felix Bloch med Arnold Nordsiek og Victor Weisskopf i 1937 og 1939, at sådanne beregninger kun var tilforladelige til første orden af en perturbationsteori, et problem der allerede var påpeget af Robert Oppenheimer. Ved højere ordens beregninger opstod der uendeligheder, hvilket gjorde sådanne beregninger meningsløse og kastede alvorlig tvivl om den interne konsistens af selve teorien. Uden nogen løsning på dette problem syntes en fundamental uforligelighed at eksistere mellem den den specielle relativitetsteori og kvantemekanik.
Den første indikation af en mulig vej ud blev givet at Hans Bethe. I 1947, mens han rejste med tog til Schenectady fra New York efter at have givet et foredrag ved konferencen på Shelter Island om emnet, udførte Bethe de første ikke relativistiske beregninger af skiftet i brints spektrallinier, målt af lamb og Retherford. På trods af begrænsningen i beregningen, var der en udmærket overensstemmelse med de målte værdier. Han ide var simpelthen, at tilknytte uendeligheder til korrektionerne af masse og ladning, som rent faktisk var fikseret til en endelig værdi af eksperimenterne. På denne måde blev uendelighederne absorberet i disse konstanter og gav et endeligt resultat i god overensstemmelse med eksperimentet. Denne procedure blev kaldt renormalisering.
I 1949 lykkedes det Feynman at udvikle en tredje formulering af kvantemekanikken, baseret på sit sti-integrale mellem start og slutpunkt. Feymnan viste at ALLE stier skulle regnes med, ikke kun dem Dirac havde tilsigtet. I en betydning - tager kvantepartiklen alle stier - og hver stis amplitude adderes.
Metoden var væsentlig for den teoretiske fysiks udvikling netop gå grund af dens symmetri og frie valg af koordinater. Der er også en forbindelse til stokastisk feltteori, som blev forenet med den kvanteteoretiske feltteori i 1970'erne.
Schrödinger ligning er en diffusionsligning med en imaginær diffusions konstant - og sti-integralet er en analytisk forlængelse af en metode til at opsummere alle mulige tilfældige skridt.
Sin-Itiro Tomonaga, Julian Schwinger og Richard Feynman delte en Nobelpris i fysik 1965, for deres arbejde indenfor dette område. Deres bidrag, og også Freeman Dysons, handlede om en kovariant og gauge invariant formulering af QED, som tillod beregning af observable til en vilkårlig orden af perturbationsteorien.
Feynmans matematiske teknik, baseret på hans diagrammer, syntes til at begynde med, meget forskellig fra Schwingers felt teoretiske operator metode og Tomonamgas, men Dyson viste senere, at de to metoder var ækvivalente.
Renormalisering, behovet for at tilknytte en fysisk mening til divergenser, som fremkom ved visse integraler, er nu blevet til et af de fundamentale aspekter af Kvantefeltteorien - og ses som et kriterie for teoriens generelle accept. Selv om renormaliseringen virket meget godt i praksis, var Feynman aldrig helt komfortabel med den matematiske validitet og refererede til renormalisering som hokus pokus og et fupspil.
Feynman er kendt for sine diagrammer (Feynman-diagrammer) som er en billedlig fremstilling af partikel interaktioner, som hver er et led i en ligning og i sti-integralet, som er en kvantemekanisk ækvivalent til den klassiske aktion (integralet af lagrangen). Han var den første, som sammen med Julian Schwinger og Sin-Itiro Tomonaga beregnede resultatet af en uendelig række. Da man prøvede at beregne finstrukturkonstanten med en usikkerhed på 0,25 dele per milliard svarende til 12 betydende cifre involverede det 12,672 Feynman-diagrammer. Feynman påviste også makroskopiske effekter af kvanteteorien i sit arbejde med superkonduktivitet og han opfandt kvantecomputering og nanoteknologi.
Vi er nu langt inde i kvanteteorien for felter. Kvanteelektrodynamikken QED som er en relativistisk kvantefeltteori, beskriver hvordan lys og materie påvirker hinanden, ligesom Maxwells klassiske ligninger gjorde det for klassiske felter og ladninger.
Teknisk kan teorien beskrives som en perturbationsteori af det elektromagnetiske kvantevakuum. Teorien er den mest nøjagtige fysikteori vi har, og håndterer alle kendte fænomener af sin art.
Det var Richard Feynman, som i 1982 foreslog, at man skulle forsøge at simulere kvantemekaniske objekter i kvantemekanikken selv, i form af en kvantecomputer. I 1985 offentliggjorde David Deutsch en banebrydende artikel med en beskrivelse af den universelle kvantecomputer. I 1994 beviste Peter Shor, at man med en kvantecomputer kunne faktorisere tal eksponentielt hurtigere end på en klassisk computer.
Dette betød et væld af forskningsmidler til forskning i kvantecomputere og deres algoritmer, da langt størstedelen af alle public key krypteringssytemer baserer deres "ubrydelighed" på, at det er vanskeligt at faktorisere heltal eller at det er vanskeligt at løse den diskrete algoritme.

## Den endegyldige teori
Det har lige siden Einsteins tid været et mål at skabe en teori, der forener den Generelle relativitetsteori og kvantemekanikken. Der er ingen enighed om, hvordan det endegyldige teori ser ud. Men der er ingen uenighed om hvad teorien skal afstedkomme. Den skal favne de fundamentale fysiske teorier vi kender i dag, som er:
- Einsteins generelle relativitetsteori og
- Standardmodellen for partikelfysik.

Den generelle relativitetsteori formulerer gravitation i form af rumtidskrumning og forklarer universets storskalastruktur, såsom Big Bang og ekspansionen af universet. Standardmodellen for partikelfysikken forklarer på den anden hånd fænomener på elementarpartiklers skala og involverer den stærke kernekraft og svage kernekraft og elektromagnetismen. En endegyldig teori skal inkludere begge teorier som grænsetilfælde. Men dette er ikke nok. Den endegyldige teori skal også forklare et antal af de åbne spørgsmål som:
- Hvad er mørk masse?
- Hvad er mørk energi og hvorfor er den kosmologiske konstant så lille?
- Hvad skete der i Big Bang?
- Hvad sker der i et sort huls singularitet?

Der er rigtig mange der arbejder med dette og også i Danmark.

## Matematikken
Operatorer
En operator opererer på noget (fx en funktion, vektor), som derved ændres.
Alle operatorer inden for kvantefysikken er lineære og kan derfor repræsenteres ved en matrix. Observable er Hermitiske operatorer, de har egenvektorer som er ortogonale. Egenvektorerne udspænder et Hilbertrum af dimension lig antallet af egenvektorer, dermed kan enhver vektor i dette Hilbertrum findes som en lineær kombination af egenvektorerne. (Hvis to forskellige egenvektorer har samme egenværdi, så er de ikke nødvendigvis ortogonale; men kan arrangeres til at være det.)
Hermitiske matricer har egenværdier som er reelle. Egenværdierne er måleresultaterne af den observable (M skal være correkt "kalibreret").
Lad M være en hermititisk matrix, en målelig, som vi har gættet eller slået op eller på anden måde fundet, med egenværdier kj og normaliserede egenvektorer vj, så kan enhver vektor i det tilsvarende Hilbertrum skrives:
{\displaystyle |\Psi \rangle =\Sigma _{n}\alpha _{j}|v_{j}\rangle \;\;og\;\;M|v_{j}\rangle =k_{j}|v_{j}\rangle }
Det er umiddelbart klart at vektoren skal normaliseres så:
{\displaystyle \langle \Psi |\Psi \rangle =1\rightarrow \Sigma \alpha _{j}^{*}\alpha _{j}=1} Alpha værdierne kaldes amplituderne (efter Feynman).
Middelværdien af målingerne er {\displaystyle \langle M\rangle =\langle \Psi |M|\Psi \rangle }
Fx, antag at der er to egenværdier 1 og -1 hver med 50% sandsynlighed (alpha faktorerne) så vil middelværdien af en række målinger blive nul.
Dette kaldes også for den forventede værdi; men det er naturligvis ikke den forventede værdi af enkeltmålingerne.
Bevis:
{\displaystyle M|\Psi \rangle =M\Sigma _{n}\alpha _{j}|v_{j}\rangle =\Sigma _{n}\alpha _{j}M|v_{j}=\Sigma _{n}\alpha _{j}k_{j}|v_{j}\rangle }
og
{\displaystyle \langle \Psi |M|\Psi \rangle =\Sigma _{n}\alpha _{j}^{*}\langle v|\Sigma _{n}\alpha _{j}k_{j}|v\rangle =\Sigma _{n}\alpha _{j}^{*}\alpha _{j}k_{j}}
( kun den ene sum er tilbage fordi alle vektorerne |v> er ortogonale og normerede, hvorfor disses produkter alle er 1 eller nul. Den sidste sum er netop middelværdien af resultaterne idet sandsynlighederne for hver måling j er {\displaystyle P_{j}=\alpha _{j}^{*}\alpha _{j}}

Hvis en funktion er egenfunktion til en operator, så er funktionen ganget med en konstant også.
Bevis:
{\displaystyle Mv=kv=>Mzv=kzv}
Hvis to funktioner er egenfunktioner til en operator, så er deres sum en egenfunktion, hvis egenværdierne er de samme.
bevis:
{\displaystyle Mv_{1}=kv_{1}} og {\displaystyle Mv_{2}=kv_{2}} give {\displaystyle M(v_{1}+v_{2})=Mv_{1}+Mv_{2}=k(v_{1}+v_{2})}
eksempler på observable
{\displaystyle {\hat {x}}\varphi _{x_{0}}(x)=x_{0}\varphi _{x_{0}}(x)} og for to forskellige positioner {\displaystyle \langle \varphi _{x_{0}}|\varphi _{x_{1}}\rangle =\delta (x_{0}-x_{1})} ;
Delta er Diracs delta funktion som er nul overalt undtagen værdien af nul som er uendelig. ("differential kvotienten" af Heavisides enhedsfunktion, integralet af delta er 1), formelt ikke en funktion, men en fordeling. Delta har kun mening integreret med en funktion.
Af {\displaystyle {\hat {x}}} egenskaber følger: {\displaystyle V({\hat {x}})\varphi (x)=V(x)\varphi (x)}
Impulsoperatoren er:
{\displaystyle {\hat {p}}\psi (x)=-i\hbar {\frac {\partial }{\partial x}}\psi (x)} med egenvektoren {\displaystyle e^{i{\frac {p}{\hbar }}x}} og egenværdien p.
Middelværdier
{\displaystyle \langle {\hat {x}}\rangle =\langle \psi |{\hat {x}}|\psi \rangle =\int dx\,\psi ^{*}(x)x\psi (x)}
{\displaystyle \langle {\hat {x}}^{2}\rangle =\langle \psi |{\hat {x}}^{2}|\psi \rangle =\int dx\,\psi ^{*}(x)x^{2}\psi (x)}
{\displaystyle \langle {\hat {p}}\rangle =\langle \psi |{\hat {p}}|\psi \rangle =-i\hbar \int dx\,\psi ^{*}(x){\frac {\partial }{\partial x}}\psi (x)}
Samtidige målinger
Hvis M og K er to observable som kommuterer, så har de samme basisvektorer |v i  > .
Opererer man samtidigt med M og K på en basisvektor fås: {\displaystyle MK|v_{i}>=Mk_{i}|v_{i}>=k_{i}M|v_{i}>=k_{i}m_{i}|v_{i}>} og det er klart at de kommuterer.
Her er k og m værdierne egenværdier som er forskellige og basisvektorer er selvfølgelig egenvektorer.
Kvantespin
Paulis spin matricer er Hermitiske matricer og derfor observable :
{\displaystyle \sigma _{x}={\begin{pmatrix}0&1\\1&0\end{pmatrix}}}
{\displaystyle \sigma _{y}={\begin{pmatrix}0&-i\\i&0\end{pmatrix}}}
{\displaystyle \sigma _{z}={\begin{pmatrix}1&0\\0&-1\end{pmatrix}}}
Den totale spin operator er vektoren {\displaystyle \sigma =(\sigma _{x},\sigma _{y},\sigma _{z})}. Spin skal for at have en energi have en relation til et magnetfelt, som derved definerer en akse i feltets retning. En enhedsvektor langs aksen {\displaystyle {\hat {n}}} projiceres på {\displaystyle \sigma }.
Som eksempel antages et magnetfelt i retning af z-aksen og enhedsvektoren er z-aksens enhedsvektor.
Hamiltonen bliver så (omega er en funktion af feltstyrken):
{\displaystyle H=\hbar {\frac {\omega }{2}}\sigma _{z}};
De to mulige egenværdier af {\displaystyle \sigma _{z}} er {\displaystyle \pm 1}. De to energitilstande er {\displaystyle \hbar {\frac {\omega }{2}}} og {\displaystyle -\hbar {\frac {\omega }{2}}} og forskellen mellem dem er {\displaystyle \hbar \omega }. Elektronen kan kun hoppe fra en tilstand til den anden, hvorved den emitterer eller absorberer en foton med energien {\displaystyle \hbar \omega }.
Egenvektorerne er {\displaystyle |op>={\begin{pmatrix}1\\0\end{pmatrix}}} og {\displaystyle |ned>={\begin{pmatrix}0\\1\end{pmatrix}}}. Disse to egenvektorer repræsenterer retningerne op og ned i z-aksens retning. Enhver spinakse kan repræsenteres ved en superposition af op og ned:
{\displaystyle |s>=\alpha _{1}|op>+\alpha _{2}|ned>={\begin{pmatrix}\alpha _{1}\\\alpha _{2}\end{pmatrix}}}
Alpha koefficienterne skal selvfølgelig skaleres således, at den samlede sandsynlighed er 1: {\displaystyle \alpha _{1}^{*}\alpha _{1}+\alpha _{2}^{*}\alpha _{2}=1}
Spinorne er ortogonale og forskellen mellem op og ned, repræsenterer en drejning på 180 grader i rummet (symmetrigruppen SU(3)). Når spinaksen drejes 360 grader i SU(3) har vektoren kun drejet 180 grader i SU(2). Elektronens spin tilstand er som vist ovenfor, repræsenteret ved to komponent spinore (ortogonale) i et todimensionalt Hilbertrum. Elektroner har et halvtalligt spin på 1/2 og er fermioner.
Paulis matricer kommuterer ligesom de klassiske impulsemomenter.
{\displaystyle [\sigma _{x},\sigma _{y}]=2i\sigma _{z}} etc. for de andre; indici permuteres xyz, yzx, zxy for at få alle tre kommutatorer.
Diracs ligning giver:
{\displaystyle i\hbar {\dot {\sigma }}_{x}=[\sigma _{x},H]=[\sigma _{x},\sigma _{z}]\hbar {\frac {\omega }{2}}=-i\hbar \omega \sigma _{y}}
og lignende for de andre to. Det er naturligvis middelværdier, selv om der ingen vinkelparanteser er vist. Bemærk at kvantekommutatorer altid indeholder den imaginære enhed, således at resultatet af middelværdien altid blive en reel værdi.
Man finder derfor:
{\displaystyle {\dot {\sigma }}_{x}=-\omega \sigma _{y}} og {\displaystyle {\dot {\sigma }}_{y}=\omega \sigma _{x}}
Elektronens magnetiske akse vil præcessere omkring z aksen med en vinkelfrekvens Omega. Udtrykket er analog med det klassiske impulsmoment udtryk for rotation.
Man kan anvende Schrødingers ligning på det samme problem:
{\displaystyle i\hbar |{\dot {s}}\rangle =H|s\rangle =\hbar {\frac {\omega }{2}}\sigma _{z}|s\rangle =\hbar {\frac {\omega }{2}}{\begin{pmatrix}\alpha _{2}\\-\alpha _{1}\end{pmatrix}}}
som resulterer i to ligninger:
{\displaystyle i{\dot {\alpha }}_{1}={\frac {\omega }{2}}\alpha _{2}} og desuden {\displaystyle i{\dot {\alpha }}_{2}={\frac {\omega }{2}}\alpha _{1}}
der har løsningerne: {\displaystyle \alpha _{1}=-i\sin {{\frac {\omega }{2}}t};og\;\alpha _{2}=\cos {{\frac {\omega }{2}}t}}
Man bemærker igen, at tilstandsvektoren roterer halvt så hurtigt som det fysiske system.
Elektronen har en mulighed for at afgive en foton og derved blive aligned med z-aksen. Uanset elektronens orientering, vil fotonens energi være forskellen mellem de to energitilstande og ikke som man kunne vente fra en klassisk teori, proportionalt med cosinus til vinkelafvigelsen med z-aksen.
Elektronens magnetiske moment er (−928,476377±0,000023)×10^−26 J⋅T^{−1} 
{\displaystyle {\boldsymbol {\mu }}_{\text{s}}=-g_{\text{s}}\mu _{\text{B}}{\frac {\mathbf {S} }{\hbar }}}.
g faktoren er 2,00231930419922 ± (1,5 × 10^−12)  omkring 2 tusindedele større end hvad Diracs ligning beregner den til. QED beregner den derimod helt korrekt. Forskellen kommer fra virtuelle elektroners indvirkning på elektronen.